# Konobrže
Konobrž nebo Konobrže (v ženském rodu jednotného čísla, německy Kummerpursch) je zaniklá osada, která byla součástí rovněž zaniklé obce Kopisty v okrese Most v Ústeckém kraji. Osada se rozkládala v nadmořské výšce 258 metrů zhruba tři kilometry severně od starého města Mostu. Konobrže byly zbořeny při rozšiřování těžby hnědého uhlí v letech 1976–1979. Dnes leží katastrální území Konobrže na okraji města Most, sousedí s obcí Mariánské Radčice.

## Historie

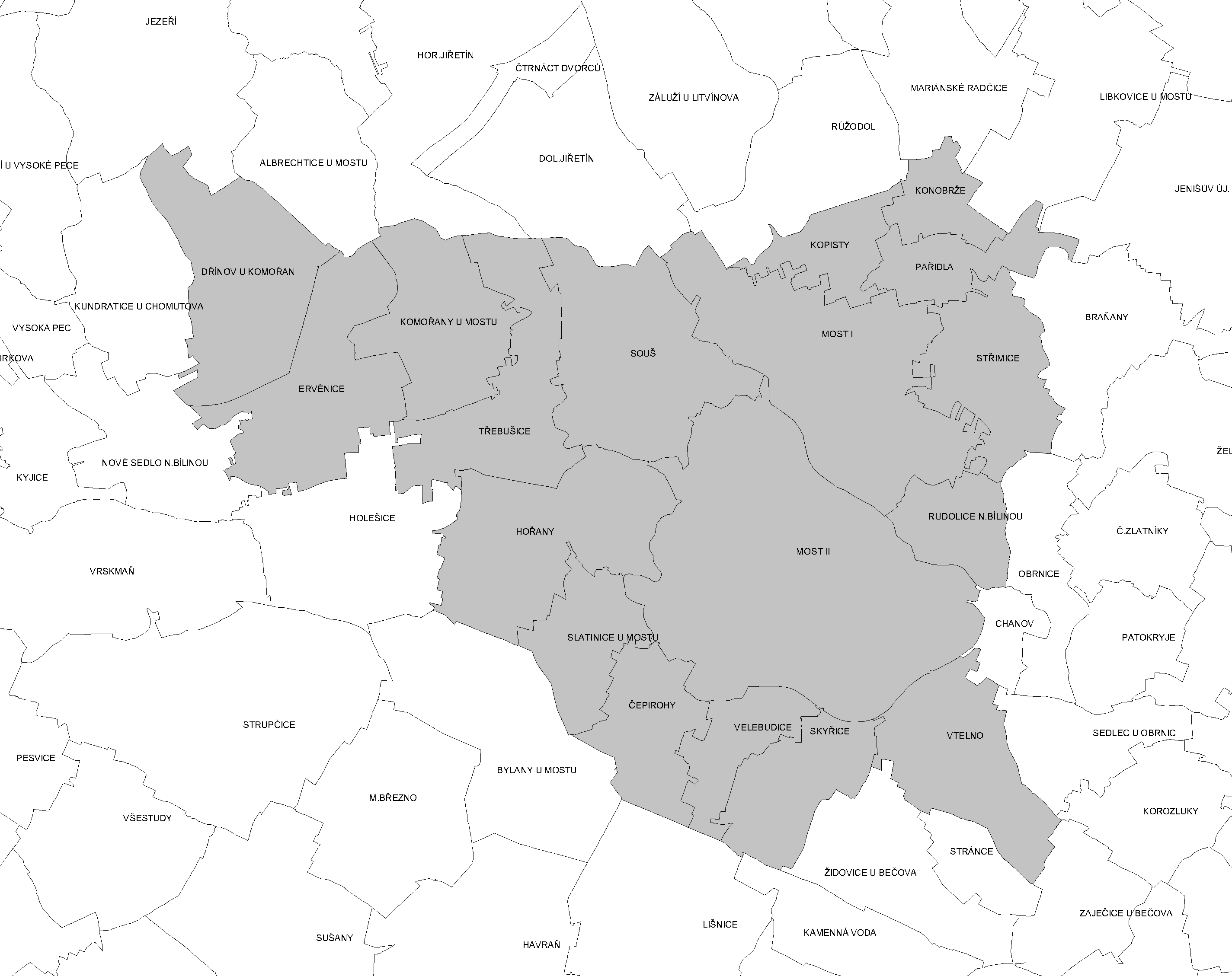
Katastrální území Mostu

Okolní krajina byla osídlena již v pravěku. Východně od vesnice se v mladší době bronzové nacházelo sídliště lidu knovízské kultury.
První písemná zmínka o Konobržích pochází z roku 1394, kdy je zaznamenaná při dědictví po Pešovi, zvaném Mezek. V roce 1402 se část platů ze vsi odváděla kostelu v Duchcově. Před rokem 1420 sídlil na zdejší tvrzi Šimon z Konobrže a v polovině 15. století Vaněk Kladný. V letech 1491–1524 zde žili Pehmové z Konobrže, což byla původně měšťanská rodina z Litoměřic. Po nich vlastnila Konobrže mostecká měšťanská rodina Deutschů, kteří v roce 1558 prodali tvrz i s poplužním dvorem Baltazarovi Langenau z Pauzu. Ve druhé polovině 16. a na počátku 17. století byli majiteli tvrze Lungvicové z Patokryj, kteří koupili i tu část vsi, která dosud patřila k Duchcovu. V polovině 17. století vlastnil převážnou část obce Jan Baptista Bombason a menší část patřila klášteru ve Světci. Od nich odkoupilo Konobrže město Most a připojilo je ke svému panství Kopisty, kde zůstaly až do roku 1848.
Obyvatelé se živili zemědělstvím a částečně i rybníkářstvím. Kolem Konobrží a nedaleké osady Pařidla byly již na konci 15. století vybudovány rybníky, z nichž však některé zanikly už ve druhé polovině 18. století. Na konci 19. století nacházeli obyvatelé obživu i v hornictví. V roce 1893 byl nedaleko otevřen důl Venuše a počet obyvatel začal rychle vzrůstat. V Konobržích stála i kaple Nejsvětější Trojice, postavená kolem roku 1914.
Osada zanikla v letech 1976–1979 kvůli těžbě hnědého uhlí.

## Obyvatelstvo
Při sčítání lidu v roce 1921 ve vsi žilo 1 113 obyvatel (z toho 525 mužů), z nichž bylo 733 Čechoslováků, 375 Němců a pět cizinců. Převládali lidé bez vyznání (616 obyvatel), ale 484 lidí se hlásilo k římskokatolické církvi, deset k evangelickým církvím, dva k církvi československé a jeden k nezjišťovaným církvím. Podle sčítání lidu z roku 1930 měla vesnice 1 347 obyvatel: 804 Čechoslováků, 528 Němců a patnáct cizinců. Počet římských katolíků vzrostl na 660 a bez vyznání bylo 654 obyvatel. Devatenáct lidí patřilo k církvi československé, deset k evangelickým církvím a čtyři lidé k nezjišťovaným církvím.
|           | 1869 | 1880 | 1890 | 1900 | 1910  | 1921  | 1930  | 1950 | 1961 | 1970 |
| --------- | ---- | ---- | ---- | ---- | ----- | ----- | ----- | ---- | ---- | ---- |
| Obyvatelé | 164  | 217  | 182  | 430  | 1 028 | 1 113 | 1 347 | 704  | 682  | 425  |
| Domy      | 23   | 25   | 25   | 41   | 91    | 99    | 166   | 166  | .    | 124  |